# الجنة في عقلي (فلم)
الجنة في عقلي وقد يُترجم الفيلم ترجمةً حرفيةً إلى  الجنة في ذهني (بالإنجليزية: Heaven On My Mind) هو فيلم نيجيري صدرَ عام 2018 من إخراج وكتابة يوشي جومبا بمساعدةٍ من أوجور نِّيكا.

## القصّة
يروي الفيلم قصّة شابٍ يُدعى بن بيتر اتخذ الزواج أسلوب حياة ومعاملات تجارية حتى يلتقي بشريكتهِ التي يُسمّيها «الجنّة».

## طاقم التمثيل
| - أدوني أدي - فيمي أديبايو - رحمة إيجبي | - إيني إيدو - راي أمودي - سوانكي جيري | - أوتشي جومبو - إريك أوجبونا - برينسويل |